# Kazimierz Frączek
Kazimierz Frączek (ur. 28 marca 1965 w Głubczycach) – doktor habilitowany sztuk plastycznych, malarz, grafik, architekt, arteterapeuta i muzyk. Profesor Akademii Nauk Stosowanych w Raciborzu, twórca interdyscyplinarny, łączący sztukę z duchowością, edukacją i działalnością społeczną.

## Życiorys
Kazimierz Frączek urodził się 28 marca 1965 roku w Głubczycach na Opolszczyźnie. Jego edukacja artystyczna rozpoczęła się w Państwowym Liceum Sztuk Plastycznych w Nowym Wiśniczu, które ukończył w 1985 roku. Następnie podjął studia na Wydziale Malarstwa Akademii Sztuk Pięknych w Krakowie. Pod kierunkiem profesorów Stanisława Rodzińskiego i Zbyluta Grzywacza uzyskał w 1990 roku dyplom magistra sztuk. Kontynuował rozwój naukowy na macierzystej uczelni, gdzie w 2006 roku obronił doktorat w dyscyplinie sztuk pięknych. Jego rozprawa „Między Absolutem a względnością” analizowała relacje sacrum i profanum w sztuce.
Stopień doktora habilitowanego sztuk plastycznych zdobył w 2013 roku na ASP w Katowicach, prezentując cykl prac „Meditatio Mortis – Człowiek w przestrzeni odwróconej” – eksplorujący tematykę przemijania i duchowości w kontekście architektury.
Od lat związany z Akademią Nauk Stosowanych w Raciborzu, gdzie prowadził zajęcia z: rysunku, malarstwa, technik malarskich, typografii, projektowania graficznego oraz psychologii widzenia. Jego dydaktyka łączy tradycyjne techniki z nowoczesnymi zastosowaniami cyfrowymi (DTP, kształtowanie obrazu cyfrowego)
Żonaty, ojciec dziewięciorga dzieci.

## Działalność artystyczna i misyjna
Frączek jest wszechstronnym artystą, którego twórczość obejmuje:
- Malarstwo i grafikę (olej, gwasz, witraż w technice Tiffany’ego, mozaika),
- Architekturę sakralną (projekty łączące formy rzeźbiarskie z elementami liturgicznymi),
- Grafikę użytkową (ilustracje książkowe, identyfikacja wizualna[4], typografia).

Jego prace koncentrują się na wątkach chrześcijańskich, czerpiąc z ikonografii bizantyjskiej i zachodniego malarstwa tablicowego. Do znaczących realizacji należą:
- Pomnik Żołnierzy Niezłomnych w Raciborzu,[5]
- Kaplica Męczenników Franciszkańskich w Szkodrze (Albania), dla której zaprojektował ołtarz z tryptykiem, witraże i ławy,
- Witraże w kościele Jana Chrzciciela w Kopliku oraz mozaiki w Seminarium Redemptoris Mater w Lezhy.[6]

W 2015 roku przeniósł się z rodziną do Szkodry w Albanii, gdzie prowadził działalność misyjną wśród społeczności katolickiej i muzułmańskiej. Łączył posługę religijną z aktywnością artystyczną, projektując obiekty sakralne dla lokalnych wspólnot. Wrócił do Polski w 2024 r. Dokumentację swojej pracy artystycznej  udostępnia na portalach społecznościowych pod nazwą Kazimierz Frączek Art, w tym na Facebooku, Instagramie i YouTube.

## Arteterapia i teatr
Kazimierz Frączek aktywnie wykorzystuje sztukę w terapii i edukacji społecznej:
- Prowadzi warsztaty plastyczne i ruchowe z osobami z zaburzeniami psychosomatycznymi i dziećmi z rodzin dysfunkcyjnych
- Twórca i reżyser spektaklu "Upadłe anioły, czyli spacer w chmurach" – autorskiego projektu teatru ruchu i gestu z elementami arteterapii.[8][9][10][11][12]

## Wystawy i wernisaże
Wystawy indywidualne:
1988 – „4 x Kraków” galeria „Labirynt” RDK, Racibórz
1990 – Wystawa podyplomowa „Kilka słów o człowieku”, Kościół p.w. Św. Jakuba, Racibórz
1992 – Wystawa gwaszy i rysunków „Kim jestem”, Kościół Katowice - Brynów
1993 – Wystawa gwaszy i rysunków „Kim jestem”, Kościół p.w. Św. Jakuba, Nysa
1994 – Wystawa gwaszy i rysunków „Kim jestem”, siedziba Hospicjum św. Józefa, Racibórz
2001 – Wystawa malarstwa „Kilka słów o człowieku”, Rotunda Kościoła p.w. św Zygmunta, Warszawa
2001 – Wystawa malarstwa „Kilka słów o człowieku”, Muzeum Diecezjalne, Opole 
2001 – Wystawa malarstwa „Kilka słów o człowieku”, Muzeum Archidiecezialne, Katowice
2002 – Wystawa malarstwa  –  spektakl słowno-muzyczny „XIV wydarzeń”, Klasztor Annuntiata, Racibórz
2002 – Wystawa malarstwa „Portrety ziemi”, Klasztor Annuntiata, Racibórz
2002 – Wystawa malarstwa „Portrety ziemi”, Biblioteka Miejska, Racibórz 
2002 Grudzień – Wystawa malarstwa „Macierzyństwo”, Muzeum Miejskie, Wodzisław Śląski
2003 Czerwiec – Wystawa malarstwa i rysunku „Macierzyństwo”, Raciborskie Centrum Kultury, Racibórz
2003 Czerwiec  – Wystawa malarstwa, Kaplica Zamkowa, Racibórz
2003 Grudzień – Wystawa malarstwa i rysunku „Macierzyństwo”, Miejski Ośrodek Kultury, Jastrzębie Zdrój
2004 Marzec – Wystawa malarstwa „Macierzyństwo” Muzeum Archidiecezialne, Katowice
2004 Maj – Wystawa malarstwa „Macierzyństwo” Hluĉin – Evangelický Kostel Republika Czeska
2006 Kwiecień – Wystawa ilustracji książkowej „Małe zadziwienie”, Miejski Ośrodek Kultury, Jastrzębie Zdrój
2006 Kwiecień – Wystawa malarstwa „Między absolutem a względnością”, galeria Krypta U Pijarów, Kraków
2006 Kwiecień – Wystawa malarstwa „Między absolutem a względnością”, rotunda kościoła N.S.P.J. Racibórz
2007 Listopad – Wystawa malarstwa „Ma granice nieskończony – Anamneza”, rotunda kościoła N.S.P.J. Racibórz
Wystawy zbiorowe:
1991 – Wystawa zbiorowa „Debiut” Legnica
1991 – Wystawa zbiorowa „Kraków” rondo Czyżyńskie 2, Kraków - Nowa Huta
1992 – Wystawa zbiorowa „Kraków” rondo Czyżyńskie 2, Kraków - Nowa Huta
2004 – Wystawa zbiorowa „Postawy 2004”, Muzeum Miejskie, Racibórz
2006 – Wystawa zbiorowa „Postawy 2006 – Razem i osobno” Miejski Ośrodek Kultury, Jastrzębie Zdrój
2007 –  Wystawa zbiorowa „I Biennale Miniatury” Miejski Ośrodek Kultury, Jastrzębie Zdrój
2007 –  Wystawa zbiorowa „I Biennale Miniatury” Galeria Stalowe Anioły, Bytom

## Odznaczenia i wyróżnienia
- odznaka honorowa „Zasłużony dla Kultury Polskiej” (2019)[14][15]
- brązowa odznaka „Za zasługi dla więziennictwa” (2023)[14][16]
- nagroda Prezydenta Miasta Raciborza za osiągnięcia w dziedzinie kultury (2007)[14][17]